# Ивановка (Давлекановский район)
Ивановка (баш. Ивановка) — село в Давлекановском районе Республики Башкортостан Российской Федерации. Административный центр Ивановского сельсовета.

## География

### Географическое положение
Расстояние до:
- районного центра (Давлеканово): 38 км,
- ближайшей ж/д станции (Давлеканово): 38 км.

## Население
| 2002 | 2009 | 2010 | 2012 | 2013 | 2014 | 2015 |
| ---- | ---- | ---- | ---- | ---- | ---- | ---- |
| 750  | ↘737 | ↗749 | ↘739 | ↘729 | ↘708 | ↘695 |
| 2016 | 2017 |      |      |      |      |      |
| ↘662 | ↘635 |      |      |      |      |      |

Согласно переписи 2002 года, преобладающая национальность — русские (82 %).

## Религия
В селе есть православная церковь Архангела Михаила.